# Angoche-Affäre
Die Angoche-Affäre ist ein bis heute unaufgeklärter Seeunfall des portugiesischen Küstenmotorschiffs Angoche vermutlich am 24. April 1971 vor der Küste der damaligen portugiesischen Kolonie Mosambik. Die 23-köpfige Besatzung sowie ein Passagier sind bis heute verschollen.  

## Die Reise der Angoche
Die Angoche war ein im Juli 1958 in Lissabon von der Companhia União Fabril fertiggestelltes, 81,65 Meter langes Küstenmotorschiff mit einer Vermessung von 1689 BRT. Das Schiff wurde ursprünglich von der ebenfalls in Lissabon ansässigen Companhia Nacional de Navegação bereedert und Anfang 1971 auf deren in Lourenco Marques (heute Maputo) ansässige Tochtergesellschaft Companhia Mocambicana de Navegação übertragen.
Am 23. April 1971 verließ die Angoche gegen 17 Uhr den Hafen von Nacala mit dem Ziel, das gut 200 km nördlich gelegene Porto Amélia (heute Pemba) anzulaufen. Das Schiff hatte eine Besatzung von 23 Mann:
1. Kapitän Adolfo Bernardino
2. Erster Offizier (Imediato): João Silva Tavares
3. Funker: Raúl Toementa
4. Leitender Ingenieur: António Sardo
5. 1. Maschinist: João Pascoal
6. 2. Maschinist: Floriano Anjos Maties
7. Elektriker: Jose Gonçalves Coelho
8. Bootsmann (Contra-Mestre): José Estrala
9. Zahlmeister (Despenseiro): Francisco Lourenço.

14 weitere mosambikanische Seeleute wurden in der Presse nicht namentlich genannt. An Bord befand sich weiterhin ein  unbekannter Passagier. Die Ladung bestand unter anderem aus Waffen, Munition und Flugbenzin für die portugiesischen Streitkräfte im Norden der Kolonie, die im Rahmen des portugiesischen Kolonialkriegs gegen Einheiten der FRELIMO operierten. De facto war die Angoche ein Waffentransporter in einem Kriegsgebiet.
Da es sich trotz der militärischen Ladung um eine Routinereise unter guten Wetterbedingungen handelte, wurde die Angoche am Morgen des nächsten Tages, dem 24. April 1971, in Porto Amélia erwartet. Als sie am Nachmittag noch nicht eingetroffen war und kein Funkkontakt hergestellt werden konnte, wurde eine Suchaktion eingeleitet, an der Küstenschutzboote, Einheiten der Marinha Portuguesa und Flugzeuge teilnahmen. Aufgrund des geplanten Kurses der Angoche wurde allerdings nur das Seegebiet nördlich des Ausgangshafens Nacala abgesucht.
Die Suche führte auch in den beiden darauf folgenden Tagen zu keinem Erfolg. Weder wurden das Schiff noch Rettungsboote oder Gegenstände gesichtet, die der Angoche zugeordnet werden konnten.

## DieAngocheals Bergungsfall
Am 26. April 1971 wurde die Angoche gut 200 km südlich von Nacala von dem unter der Flagge Panamas fahrenden Tanker Esso Port Dickson unter dem Kommando des italienischen Kapitäns Aquini treibend mit Schlagseite angetroffen. Ihr Heck war durch einen Brand schwer beschädigt worden.
Aquini ließ das Küstenmotorschiff durch eine Rettungsmannschaft untersuchen, die aber lediglich feststellen konnte, dass sich an Bord keine Besatzungsmitglieder mehr aufhielten, sondern nur noch ein Hund und eine Katze. Ein Rettungsboot war durch den Brand zerstört worden, ein zweites leicht beschädigt, aber durchaus einsatzbereit. Aquini nahm die Angoche wegen des zu erwartenden Bergelohns in Schlepp, benachrichtigte jedoch weder die portugiesischen Behörden, obwohl er offenbar von der Suche nach dem vermissten Schiff durch Funkverkehr erfahren hatte, noch beteiligte er sich an der Suche nach etwaigen Überlebenden.
Als sich herausstellte, dass die Fahrt des Tankers durch den Schlepp erheblich verzögert wurde, forderte er aus Kapstadt den Bergungsschlepper Baltic der in Hamburg ansässigen Bugsier-, Reederei- und Bergungsgesellschaft an, die von der Esso Port Dickson die Angoche auf hoher See übernahm. Der Schleppzug Baltic-Angoche wurde jedoch am 2. Mai 1971 von portugiesischen Einheiten entdeckt, gestoppt und die Angoche beschlagnahmt. Das Wrack wurde nach Lourenço Marques geschleppt und durch die Behörden untersucht. Im März 1972 wurde das Wrack der Angoche an eine Abwrackfirma in Lourenço Marques verkauft.

## Internationaler Konflikt
Bei der Untersuchung wurde festgestellt, dass der Brand durch eine starke Explosion im Maschinenraum ausgelöst worden war. Da sich die Brücke, der Funkraum und die Rettungsboote wie der Maschinenraum ebenfalls im Achterschiffsbereich befanden, war es der Schiffsführung offenbar weder möglich, einen Notruf abzusetzen, noch die Rettungsboote aussetzen zu lassen. Vermutlich hatte sich die Besatzung zuerst auf das Vorschiff geflüchtet.
Weiterhin wurde festgestellt, dass die Lukendeckel des vorderen Laderaums gewaltsam aufgebrochen worden waren, ebenso einige Gewehrkisten. Offenbar waren auch Gewehre entnommen worden. Ein Rettungsfloß und ein Rettungsring fehlten. Außerdem waren Kisten für Festmacherleinen aufgebrochen und Taue entnommen worden, die sich nicht mehr an Bord fanden. In der zweiten Ladeluke fanden sich Überreste von Lebensmitteln, Mahlzeiten und Trinkwasser, die darauf schließen ließen, dass sich blinde Passagiere an Bord aufgehalten hatten.
Die portugiesische Regierung und die von ihr abhängige Presse behaupteten anfänglich, dass die Angoche das Opfer eines Sprengstoffattentats der FRELIMO mit dem Ziel gewesen sei, die Waffenladung zu versenken. Verdächtigt wurde auch die mit der FRELIMO kooperierende Regierung Tansanias. Doch sowohl die FRELIMO als auch die tansanische Regierung dementierten diese Beschuldigungen energisch. Die FRELIMO wies darauf hin, dass die innerportugiesische Bewegung ARA (Ação Revolucionaria Armada = Bewaffnete revolutionäre Aktion), die der Partido Comunista Português unterstand, bereits in Portugal mehrere Anschläge gegen Militäreinrichtungen verübt hatte.
Tatsächlich hatte die ARA kurz zuvor, am 8. März 1971, in Tancos einen Luftwaffenstützpunkt attackiert und dabei 24 Flugzeuge und Hubschrauber zerstört. Doch auch die ARA, die konsequent darauf achtete, dass bei ihren Anschlägen keine Personenschäden entstanden, dementierte eine Beteiligung an dem Unglück der Angoche, vor allem die Entführung der Besatzung.
Während Radio Peking Anfang Mai 1971 behauptete, die Besatzung sei von einem sowjetischen U-Boot entführt worden, teilte die südafrikanische Presse am 8. Mai 1971 mit, dass das Schiff von Piraten überfallen worden sei und Überlebende sich in Daressalam aufhalten würden. Diese Nachricht wurde von der deutschen Presse, so dem Hamburger Abendblatt, übernommen.
Am 22. Mai 1971 teilte die portugiesische Regierung hingegen offiziell mit, dass es trotz internationaler Ermittlungen, auch unter Einbeziehung des Roten Kreuzes, keine Anzeichen für ein Überleben der Besatzung gäbe. Als offizielle Version wurde eine Meuterei mit katastrophalem Ausgang angenommen, ohne dass geklärt werden konnte, was mit der Besatzung geschah.
Auch nach dem Sturz der portugiesischen Diktatur in der Nelkenrevolution 1974 und der Unabhängigkeit Mosambiks 1975 ergaben sich in dem Fall keine neuen Indizien. In den 1979 erschienenen Recherchen Caso “Angoche” mais um crime impune („Der Fall ‚Angoche‘ mehr als ein ungesühntes Verbrechen“) des portugiesischen Journalisten Metzner Leone konnte lediglich als neues Moment aufgenommen werden, dass der portugiesische Geheimdienst PIDE im März 1974, also wenige Wochen vor der Nelkenrevolution, einen Geheimbericht über den Vorfall vernichtet hatte. Von der Besatzung der Angoche und dem unbekannten Passagier fehlt bis heute (2021) jede Spur.